# Siv Åberg

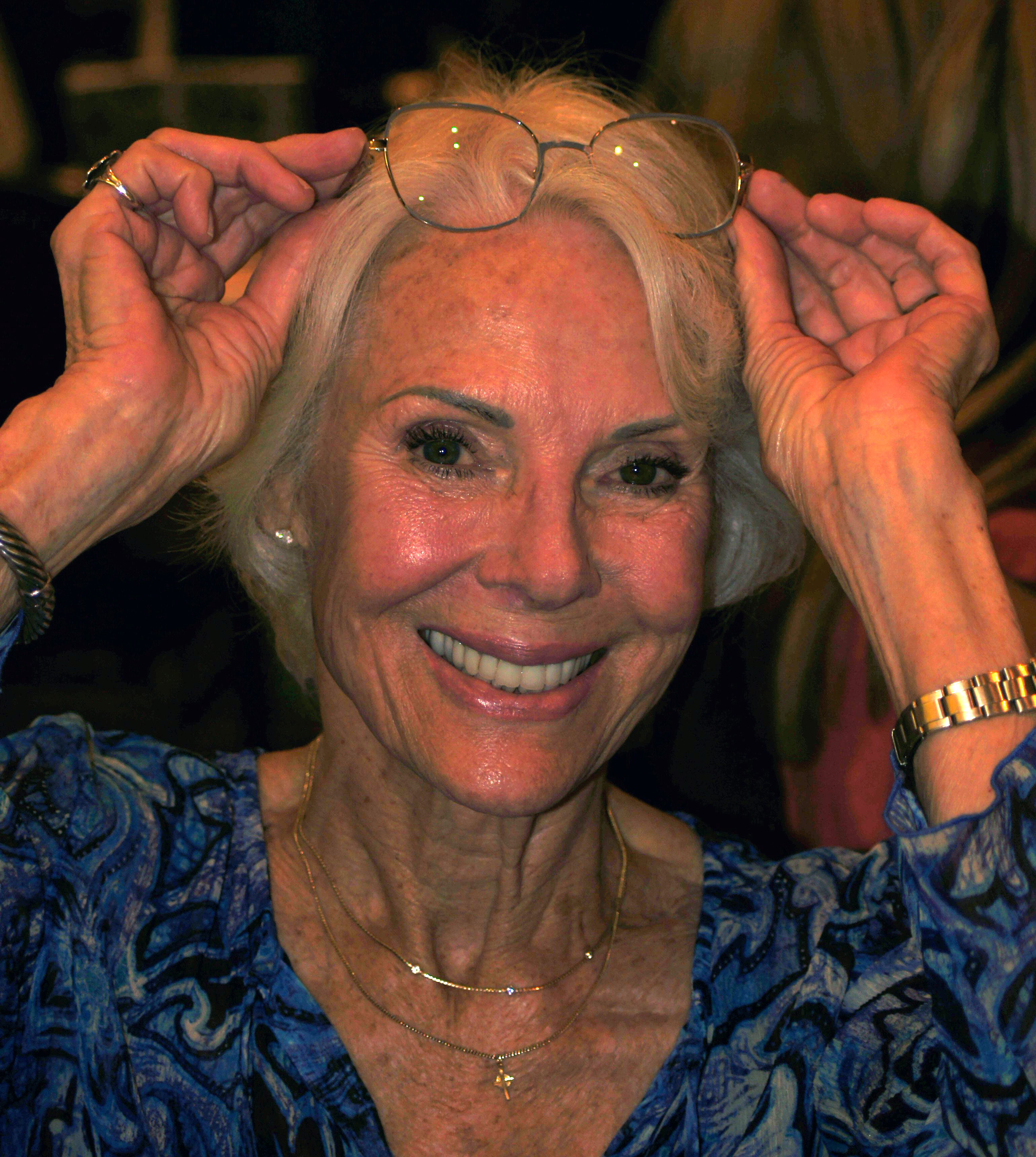

Siv Märta Åberg, geboren als Siv Märta Karlbom, später Siv Märta Archibald, (* 7. Mai 1944 in Gävle) ist eine schwedische Schauspielerin.

## Leben
Åberg wurde 1964 zur Miss Schweden gewählt. Beim Miss-Universe-Wettbewerb im Jahr 1964 belegte sie den vierten Platz. Im gleichen Jahr wurde sie beim Miss-Europe-Wettbewerb Dritte hinter Marion Sibylle Zota und der Siegerin Elly Koot.
Zwischen 1966 und 1967 spielte sie in drei Folgen der Serie Batman. Fünf Jahre später agierte sie im Film Once Upon a Mattress, der auf der musikalischen Komödie von Mary Rodgers basiert. 1972 übernahm sie eine Rolle im Horrorfilm DoktorDeath: Seeker of Souls. 1976 spielte sie in Mel Brooks’ letzte Verrücktheit: Silent Movie. 1983 verkörperte sie eine Rolle in der Mini-Serie Der Feuersturm.

## Privat
Åberg war von 1967 bis 1973 mit Thor Asbjorn Åberg verheiratet. 1977 ehelichte sie Kenneth Archibald.

## Filmografie (Auswahl)
- 1966–67: Batman
- 1967: Tennisschläger und Kanonen
- 1968: Ein Käfig voller Helden
- 1968–69: Mannix
- 1973: M*A*S*H
- 1976: Mel Brooks’ letzte Verrücktheit: Silent Movie
- 1976: Sanford and Son
- 1983: Der Feuersturm